# Моту-Оне (Маркизские острова)
Моту-Оне (англ. Motu One, фр. Îlots du Sable) — риф с двумя небольшими необитаемыми песчаными островками на северо-западе Маркизских островов, единственный остров архипелага невулканического происхождения.

## География
Моту-Оне представляет собой небольшой риф диаметром около 5 км, находящийся в 15 км к северо-востоку от острова Хатуту. Площадь наземной части около 1 км².

## История
Моту-Оне часто посещался жителями Маркизских островов, но никаких находок постоянного проживания не найдено. Впервые Моту-Оне был замечен американским командиром Дэвидом Портером во время плавания 1813—1814 года. Он назвал риф остров Линкольн. С 1992 года Моту-Оне стал охранной зоной.

## Административное деление
Административно Моту-Оне входит в состав коммуны Нуку-Хива.